# Neolamprologus crassus
Neolamprologus crassus är en fiskart som först beskrevs av Brichard, 1989.  Neolamprologus crassus ingår i släktet Neolamprologus och familjen Cichlidae. IUCN kategoriserar arten globalt som livskraftig. Inga underarter finns listade i Catalogue of Life.